# Knivsflå

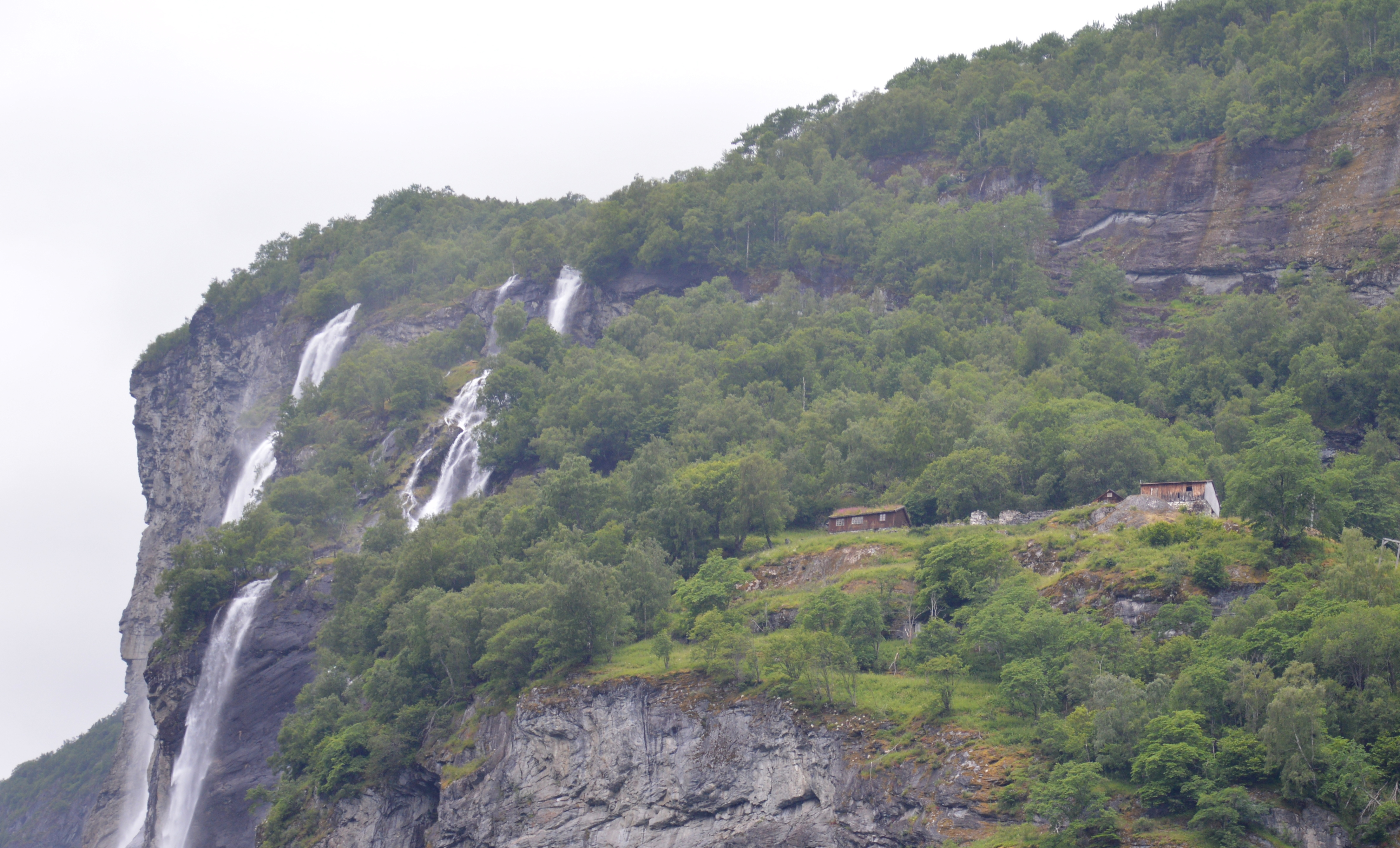
Knivsflå, 2017

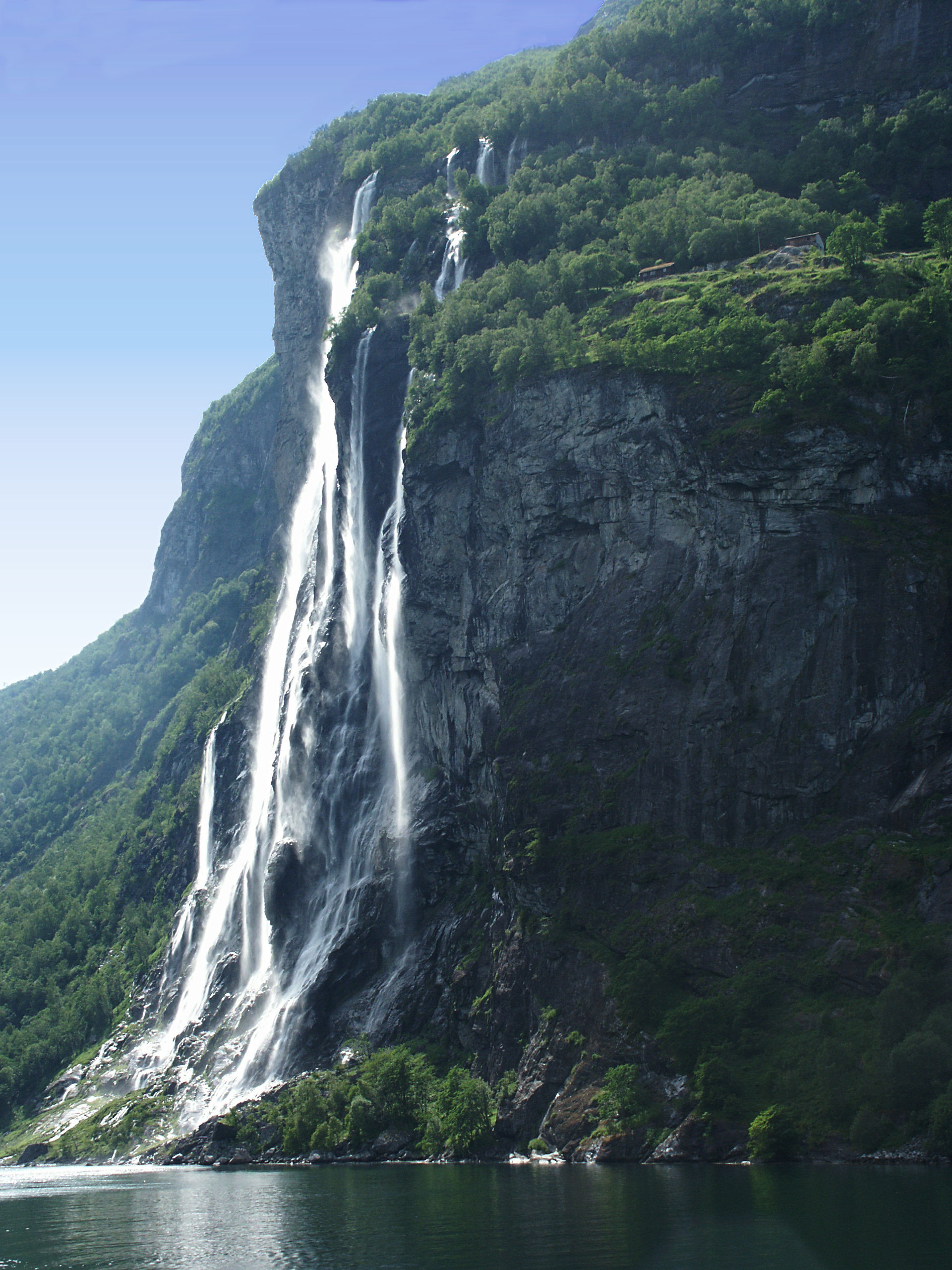
Knivsflå am Wasserfall und über dem Fjord, 2007

Knivsflå ist ein Bergbauernhof im Geirangerfjord in der norwegischen Gemeinde Stranda in der Provinz Møre og Romsdal. 
Der Bauernhof liegt in einer landschaftlich markanten Lage. Er befindet sich 250 Meter oberhalb der nordwestlichen Seite des Geirangerfjords, zu dem das Gelände extrem steil abfällt. Oberhalb des Hofs erhebt sich eine Felswand. Etwas weiter südlich fällt der bekannte Wasserfall Sieben Schwestern steil hinab in den Fjord. Auf der anderen Seite des Fjords befindet sich der Wasserfall Freier. Ähnliche Höfe am Geirangerfjord sind Skageflå und Blomberg.
Der Hof galt als der ertragreichste Bauernhof am Geirangerfjord. Bedingt durch seine Lage an einem Südhang kommt es zu einer frühen Schneeschmelze und guten Weiden. Wiederholt gab es jedoch durch Steinschläge Todesopfer unter den Bewohnern. 1898 wurde die dauerhaften Wohnnutzung des Hofs aufgegeben, da lokale Behörden befürchteten, dass oberhalb des Hofes gelegene Felsen auf den Hof stürzen könnten. Bis heute (Stand 2017) ist der Felsen jedoch nicht gefallen. Die Bewohner siedelten nach Geiranger um. Allerdings bewirtschafteten sie den Hof von dort aus weiter. Das Heu wurde über Seile zum Fjord hinunter gelassen und nach Geiranger gerudert.